# Kanton Vermenton
Kanton Vermenton is een voormalig kanton van het Franse departement Yonne. Het kanton maakte deel uit van het arrondissement Auxerre. 
Het werd opgeheven bij decreet van 13 februari 2014 met uitwerking op 22 maart 2015. Alle gemeenten zijn opgenomen in het dan nieuw gevormde kanton Joux-la-Ville.

## Gemeenten
Het kanton Vermenton omvatte de volgende gemeenten:
- Accolay
- Arcy-sur-Cure
- Bazarnes
- Bessy-sur-Cure
- Bois-d'Arcy
- Cravant
- Lucy-sur-Cure
- Mailly-la-Ville
- Prégilbert
- Sacy
- Sainte-Pallaye
- Sery
- Vermenton (hoofdplaats)